# Singhiella piperis
Singhiella piperis là một loài côn trùng cánh nửa trong họ Aleyrodidae, phân họ Aleyrodinae.
Singhiella piperis được Takahashi miêu tả khoa học đầu tiên năm 1934.